# Hildi Waernmark
Hildi Waernmark, född 11 november 1883 i Nässjö i Jönköpings län, död 2 juli 1972 i Hedvig Eleonora församling, Stockholm, var en svensk skådespelare. 
Waernmark var engagerad vid Birger Lundstedts teatersällskap. Hon bildade även ett eget teatersällskap med Nils Asther, Fridolf Rhudin, Weyler Hildebrand och Gustaf Lövås som skådespelare fram till 1920-talets början då gruppen upplöstes.
Waernmark är begravd på Norra begravningsplatsen utanför Stockholm.

## Filmografi
- 1913 – Amors pilar eller Kärlek i Höga Norden
- 1913 – Lappens brud eller Dramat i vildmarken

## Teater

### Roller (ej komplett)
| År   | Roll | Produktion                 | Regi | Teater           |
| ---- | ---- | -------------------------- | ---- | ---------------- |
| 1928 |      | Vaxholm 1:an Sigurd Wallén |      | Mosebacketeatern |